# Вітринертит

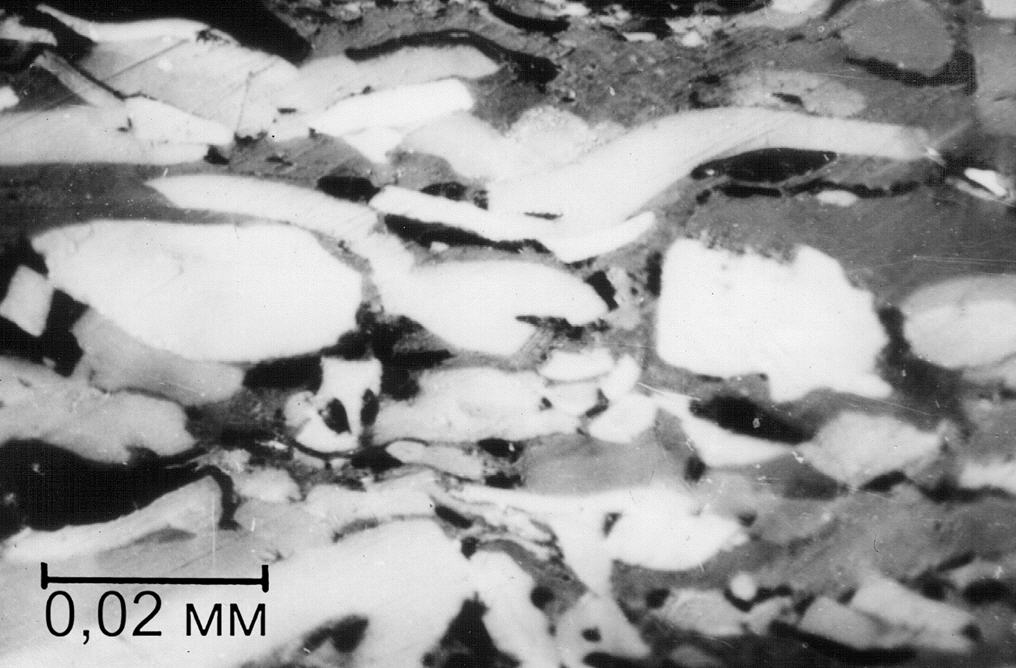
Вітринертит: Скупчення білих уламків – інертодетриніт, сірі включення – вітриніт. Відбите світло, імерсія. Шкала 0,02 мм.

Вітринертит (рос. витринертит, англ. vitrinertite, нім. Vitrinertit m) — бімацеральний мікролітотип, що містить мінімум 95 % мацералів групи інертиніту і вітриніту, кожного з яких повинно бути як мінімум 5 % (за об'ємом). Термін «вітринертен» був введений Алперном і Номарскі (1954 р.), змінений Міжнародним комітетом з петрології вугілля і органічної речовини (МКПВОР) на термін «вітринертит» і прийнятий для позначення мікролітотипу, що складається, в основному, з мацералів мацеральних груп інертиніту і вітриніту.

## Склад
Співвідношення мацералів групи інертиніту і вітриніту суттєво варіює, наприклад, вітринертитV і вітринертитІ означають вітринертити, багаті відповідно інертинітовими або вітринітовими мацералами. Інертиніт може бути представлений тільки уламками різних мацералів (інертодетриніт) або чистим мікринітом (в заповненнях клітин). Мінеральні домішки представлені глинистими мінералами, рідше — сингенетичним піритом.

## Фізичні властивості
Густина В. варіює між 1,35 і 1,7 г/см³ в залежності від ступеня вуглефікації вугілля. При цьому густина вугілля змінюється пропорційно вмісту інертиніту. Міцність В. вища, ніж у вітриту відповідного ступеня вуглефікації.
Хімічний склад залежить від мацерального складу і ступеня вуглефікації вугілля. ВітринертитV має нижчий вміст вуглецю, але більш високий вихід екстрактів і летких, ніж вітринертитІ того ж ступеню вуглефікації. З підвищенням останнього хімічна реактивність меншає і властивості обох типів В. стають схожими.

## Походження
В. може мати первинне походження або бути продуктом вуглефікації. Суміші вітридетриніту й інертодетриніту з невеликою кількістю диспергованого ліптиніту (< 5% за об'ємом) свідчать про гіпоавтохтонні відклади в струмках і водоймищах (Діссель, 1992 р.).
Автохтонний інертиніт у вітринертиті може свідчити про окиснювальну деградацію (Діссель, 1992 р.). В. - результат перетворення резиніту в мікриніт на відносно низьких стадіях вуглефікації (Тейхмюллер, 1944, 1974 рр.). У середньовуглефікованому вугіллі Гондвани присутність В. можна пояснити частим висиханням боліт. В. у високовуглефікованому вугіллі формувався, головним чином, з колишнього дуриту або тримацериту, оскільки в такому вугіллі ліптинітові мацерали не розпізнаються у відображеному світлі.
ВітринертитV є частиною кларена, а вітринертитІ утворює дюрен. В. рідкісний в палеозойському низько- і середньометаморфізованому вугіллі північної півкулі, однак типовий для вугілля юри північного заходу Європи. (Петерсен і Андсбьєрг, 1996 р.; Петерсен і інш., 1998 р.). В. характерний для зрілого вугілля.

## Технологічні властивості
Технологічні властивості В. займають проміжне положення між властивостями вітриту та інертиту. Він слабко розтріскується і має тенденцію до концентрування в ґранули крупністю > 1 мм.

## Походження слова
vitrus (лат.) — скло, inertus (лат.) — інертний. Синонім: вітринертен.